# Crotalus aquilus
Espèce
Synonymes
- Crotalus triseriatus aquilus Klauber, 1952
- Crotalus triseriatus quadrangularis Harris & Simmons, 1978

Statut de conservation UICN

 LC  : Préoccupation mineure
Crotalus aquilus est une espèce de serpents de la famille des Viperidae.

## Description
Ce serpent venimeux atteint en moyenne 50 cm mais peut atteindre près de 70 cm pour les plus grands spécimens.

## Répartition
Cette espèce est endémique du centre du Mexique. Elle se rencontre dans les États de Veracruz, de San Luis Potosí, d'Hidalgo, de Querétaro, de Guanajuato, de Jalisco, de Michoacán et d'Aguascalientes.

## Taxinomie
Ce serpent a été en premier lieu décrit comme une sous-espèce de Crotalus triseriatus sous le nom de Crotalus triseriatus aquilus puis a été promu au rang d'espèce. Hooser a proposé en 2009 la création du genre Uropsophus et d'y déplacer cette espèce (sous le nom Uropsophus aquilus) mais ces changements n'ont pas été retenus,.

## Publication originale
- Klauber, 1952 : Taxonomic studies on rattlesnakes of Mainland Mexico. Bulletins of the Zoological Society of San Diego, vol. 26, p. 1-143.